# Pau Babot
Pau Klaus Babot Müller (* 20. August 2003 in Frankfurt am Main) ist ein andorranisch-deutscher Fußballspieler.

## Karriere

### Vereine
Babot wuchs in Frankfurt auf. In seiner Jugend spielte er für den FC Germania Enkheim, den FSV 1910 Bergen und den Karbener SV. 2022 startete er seine Karriere im Herrenbereich beim Verbandsligisten SG Bornheim Grün-Weiss. Zum Jahreswechsel 2023/24 wechselte Babot zum Hessenligisten Hanauer SC 1960. Im Sommer 2025 wechselte er zum Ligakonkurrenten Rot-Weiß Walldorf.

### Nationalmannschaft
Babots Mutter stammt aus Andorra. Er spielte zunächst für andorranischen U17-, U19- und U21-Nationalmannschaften. Am 20. Oktober 2024 debütierte er für die A-Nationalmannschaft bei einem Spiel gegen Malta im Rahmen der UEFA Nations League.